# Kabinett Ecevit II
Das Kabinett Ecevit II war die 40. Regierung der Türkei, die vom 21. Juni 1977 bis zum 21. Juli 1977 durch Ministerpräsident Bülent Ecevit geleitet wurde.
Bei den Wahlen im September 1977 konnte Bülent Ecevit mit der sozialdemokratischen Cumhuriyet Halk Partisi (CHP) 41,4 Prozent der Stimmen erringen und verfehlte damit die absolute Mehrheit knapp. Es folgte ein CHP-Minderheitskabinett.:101 Süleyman Demirels konservativ-liberale Adalet Partisi (AP) erreichte 36,4 Prozent der Stimmen. Die Parteien des rechten Spektrums verloren Stimmen und auch die islamische Millî Selamet Partisi verlor deutlich.
Die folgenden Jahre bis zum Militärputsch im Jahr 1980 waren bestimmt von der Dauerrivalität zwischen Ecevit und Demirel, die mehrfach versuchten, mit Minderheitskabinetten zu regieren, und dem Straßenterror rechtsextremer Gruppierungen. Alleine 1977 kamen mehr als 800 Menschen durch rechtsextremistischen Terror ums Leben. Inzwischen war auch die Religionsgemeinschaft der Aleviten in das Fadenkreuz der Grauen Wölfe geraten.
Ecevits Regierung hielt nur kurz. Der Ministerpräsident verlor schon im Juli 1977 eine Vertrauensabstimmung. Demirel schmiedete eine Neuauflage des „Kabinetts der Nationalistischen Front“.

## Minister
| Titel                                                   | Name             | Partei |
| ------------------------------------------------------- | ---------------- | ------ |
| Ministerpräsident                                       | Bülent Ecevit    | CHP    |
| Stellvertretender Ministerpräsident                     | Orhan Eyüboğlu   | CHP    |
| Staatsminister                                          |                  |        |
| Turan Güneş                                             | CHP              |        |
| Lütfi Doğan                                             | CHP              |        |
| Kenan Bulutoğlu                                         | CHP              |        |
| Justizminister                                          | Selçuk Erverdi   | CHP    |
| Verteidigungsminister                                   | Hasan Esat Işık  | CHP    |
| Innenminister                                           | Necdet Uğur      | CHP    |
| Außenminister                                           | Gündüz Ökçün     | CHP    |
| Finanzminister                                          | Besim Üstünel    | CHP    |
| Bildungsminister                                        | Mustafa Üstündağ | CHP    |
| Minister für öffentliche Arbeiten                       | Abdülkerim Zilan | CHP    |
| Handelsminister                                         | Ziya Müezzinoğlu | CHP    |
| Minister für Gesundheit und Sozialhilfe                 | Celal Ertuğ      | CHP    |
| Minister für Zölle und Monopole                         | Mehmet Can       | CHP    |
| Minister für Ernährung, Landwirtschaft und Viehhaltung  | Fikret Gündoğan  | CHP    |
| Transportminister                                       | Erol Çevikçe     | CHP    |
| Arbeitsminister                                         | Bahir Ersoy      | CHP    |
| Minister für soziale Sicherheit                         | Hayrettin Uysal  | CHP    |
| Industrieminister                                       | Tarhan Erdem     | CHP    |
| Minister für Kultur und Tourismus                       | Altan Öymen      | CHP    |
| Minister für Bau und Siedlungswesen                     | Erol Tuncer      | CHP    |
| Minister für Energie und natürliche Ressourcen          | Neşet Akmandor   | CHP    |
| Minister für dörfliche Angelegenheiten und Kooperativen | Ali Topuz        | CHP    |
| Forstminister                                           | Vecdi İlhan      | CHP    |
| Minister für Jugend und Sport                           | Yüksel Çakmur    | CHP    |